# 崔绰
崔绰（？—？），字茂祖，博陵郡安平县（今河北省衡水市安平县）人，出自博陵崔氏的博陵大房，北魏官员。

## 生平
崔绰幼年时成为孤儿，学业和德行都很杰出，闻名于世。神䴥四年九月壬申（431年11月15日），北魏发起征士令征召崔绰、范阳卢玄、勃海高允、赵郡李灵等人做官，不久因为母亲年老坚决辞官，后来担任博陵郡功曹，去世。

## 身后
魏收完成《魏书》后，卢斐、李庶、王松年、卢潜都说《魏书》没有秉笔直书而争辩，卢斐等人就是因此才表示争辩，他们对杨愔说：“魏收诬陷毁谤一个朝代，按罪该杀。”卢思道也说：“元魏国史的记载特别不客观。”杨愔偏袒魏收，所以就报告齐文宣帝高洋，魏收也向齐文宣帝报告说：“臣得罪了强大的家族，将会被刺客暗杀。”齐文宣帝大怒，亲自责问卢斐和李庶，卢斐说：“臣的父亲卢同在元魏出仕，官至仪同，功业显著，名闻天下，与魏收不沾亲，魏收就不给他立传。博陵崔绰，官位仅仅是本郡的功曹，更没有什么事迹，却是魏收母家的亲属，就位于列传的首位。”齐文宣帝说：“崔绰有什么事迹，你给他立传？”魏收回答说：“崔绰虽然没有官爵，名声与道义值得赞许，司空高允曾经为崔绰作赞，称他有道德，臣所以知道。所以放在多人的传记中。”齐文宣帝说：“司空是个才士，为人作赞，自然应当称颂此人。就好比你为人作文章，说好话的难道都是事实？”魏收无以应答，恐惧起来。齐文宣帝看中魏收的文才，不想加罪与他。高德政因为自己家族的传记写的很好，就对齐文宣帝说：“国史定稿后，应当流传天下，人情怎么可能都考虑到？诽谤者应当定重罪，不然事情无法了结。”齐文宣帝因此将卢斐、李庶、王松年、卢潜、卢思道等人定罪诽谤史书，囚禁起来剃光头发鞭打二百下，发配到制造铠甲的作坊里，卢斐和李庶死在临漳县的监狱中。齐武成帝高湛时期，群臣大多说《魏书》不实，齐武成帝再次敕令重新审定，魏收重新更改《魏书》，崔绰的传记改为附载。

## 家族

### 父亲
- 崔遭，北魏钜鹿县县令

### 子女
- 崔檦，北魏代理博陵郡太守
- 崔鉴，北魏奋威将军、东徐州刺史、安平康侯